# لجنة الانتخابات المركزية (تايوان)
لجنة الانتخابات المركزية التايوانية هي وكالة قانونية مستقلة مسؤولة عن إدارة الانتخابات المحلية والوطنية في جمهورية الصين (تايوان). هي وكالة مهمة تجري الانتخابات وتعزز الديمقراطية في البلاد. كما أنها مكلفة بتحسين النظام القانوني للانتخابات، وتحسين جودة الخدمة، وتعزيز الحياد والاستقلالية. هناك أيضًا لجان انتخابات محلية في جميع المقاطعات والمدن والبلديات. يرأسها رئيس المفوضين أو رئيس المفوضين.

## المهام
- إعلان الانتخاب.
- ترشيح وتسجيل المرشح.
- سحب القرعة لتحديد ترتيب المرشحين.
- أنشطة الحملات.
- المنتديات العامة.
- عرض قوائم الناخبين وإصدارها للجمهور.
- طباعة نشرات الانتخابات.
- يوم الانتخابات.
- إعلان قائمة الناخبين.
- منح شهادات الناخبين.[1]